# Empty Flags
Empty Flags ist eine österreichische Pop-Band aus Neudörfl.

## Geschichte
Die Empty Flags bestehen seit 2007 und seit 2008 in der aktuellen Besetzung. Die vier Jugendlichen bewarben sich bei einigen Bandwettbewerben und gewannen 2010 Red Bull Brandwagen rockt den Schulhof.
2012 nahm die Band an der vom ORF produzierten Fernsehsendung Die große Chance teil und erreichte im November als Jury-Sieger der ersten Show das Finale. Anschließend konnten sich zwei ihrer Songs in den österreichischen Charts platzieren.

## Diskografie
Lieder
- My City (2012)
- Until I Die (2012)
- On the Edge (2012)
- Hey Hey (2014)
- What About Now (2015)
- Cold (2015)